# Campionato mondiale di hockey su ghiaccio 1966
Il 33º Campionato mondiale di hockey su ghiaccio, valido anche come 44º campionato europeo di hockey su ghiaccio, si tenne nel periodo fra il 3 e il 13 marzo 1966 in Jugoslavia, nella città di Lubiana. Questa fu la prima volta in assoluto che il paese balcanico organizzò i mondiali. All'inaugurazione del torneo partecipò il Presidente Josip Broz Tito. Il sistema di promozioni e retrocessioni introdotto l'anno precedente fra il Gruppo A ed il Gruppo B si estese anche al Gruppo C.
All'edizione del 1966 si iscrissero 19 nazionali suddivise in tre gruppi. Alle sette qualificate nel Gruppo A si aggiunse la Polonia, vincitrice del Gruppo B. Alcune nazionali disputarono un torneo di qualificazione per un posto in Gruppo B. Le nazionali al loro esordio internazionale furono automaticamente inserite nel Gruppo C. A vincere il titolo mondiale fu la nazionale dell'Unione Sovietica, mentre la medaglia d'argento fu vinta dalla Cecoslovacchia, seguita al terzo gradino del podio dal Canada; dall'altra parte la Polonia, giunta in ottava posizione, fu retrocessa nel Gruppo B. Il Gruppo B si giocò invece nella città di Zagabria e fu vinto dalla Germania Ovest, la quale guadagnò l'accesso al Gruppo A nel mondiale del 1967. Il Gruppo C, giocato a Jesenice, fu infine vinto dall'Italia, tuttavia prima dell'inizio del raggruppamento la Francia si ritirò dall'evento.

## Qualificazioni

### Gruppo B/C
| Bucarest 10 dicembre 1965 | Romania | 11 – 3 (4-1; 4-1; 3-1) | Ungheria |  |

| Bucarest 11 dicembre 1965 | Italia | 10 – 2 (4-0; 4-0; 2-2) | Francia |  |

| Bucarest 12 dicembre 1965 | Romania | 6 – 2 (0-0; 3-1; 3-1) | Italia |  |

La Romania si qualificò al Gruppo B, mentre l'Italia e la Francia si qualificarono per il Gruppo C.

## Campionato mondiale Gruppo A

### Girone finale
| Lubiana 3 marzo 1966, ore 10:00 | Unione Sovietica | 8 – 1 (4-0; 1-1; 3-0) | Polonia | Hala Tivoli |

| Lubiana 3 marzo 1966, ore 13:30 | Cecoslovacchia | 6 – 0 (1-0; 2-0; 3-0) | Germania Est | Hala Tivoli |

| Lubiana 3 marzo 1966, ore 17:00 | Svezia | 5 – 1 (1-0; 2-1; 2-0) | Finlandia | Hala Tivoli |

| Lubiana 3 marzo 1966, ore 20:30 | Stati Uniti | 2 – 7 (1-3; 1-1; 0-3) | Canada | Hala Tivoli |

| Lubiana 5 marzo 1966, ore 10:00 | Canada | 6 – 0 (4-0; 1-0; 1-0) | Polonia | Hala Tivoli |

| Lubiana 5 marzo 1966, ore 13:30 | Cecoslovacchia | 8 – 1 (1-0; 3-0; 4-1) | Finlandia | Hala Tivoli |

| Lubiana 5 marzo 1966, ore 17:00 | Svezia | 1 – 4 (0-0; 0-2; 1-2) | Germania Est | Hala Tivoli |

| Lubiana 5 marzo 1966, ore 20:30 | Unione Sovietica | 11 – 0 (2-0; 6-0; 3-0) | Stati Uniti | Hala Tivoli |

| Lubiana 6 marzo 1966, ore 10:00 | Cecoslovacchia | 6 – 1 (3-0; 1-0; 2-1) | Polonia | Hala Tivoli |

| Lubiana 6 marzo 1966, ore 13:30 | Canada | 9 – 1 (2-0; 3-1; 4-0) | Finlandia | Hala Tivoli |

| Lubiana 6 marzo 1966, ore 17:00 | Svezia | 6 – 1 (2-0; 1-0; 3-1) | Stati Uniti | Hala Tivoli |

| Lubiana 6 marzo 1966, ore 20:30 | Unione Sovietica | 10 – 0 (1-0; 4-0; 5-0) | Germania Est | Hala Tivoli |

| Lubiana 8 marzo 1966, ore 10:00 | Svezia | 8 – 2 (5-0; 2-2; 1-0) | Polonia | Hala Tivoli |

| Lubiana 8 marzo 1966, ore 13:30 | Unione Sovietica | 13 – 2 (5-1; 4-1; 4-0) | Finlandia | Hala Tivoli |

| Lubiana 8 marzo 1966, ore 17:00 | Cecoslovacchia | 7 – 4 (1-3; 5-0; 1-1) | Stati Uniti | Hala Tivoli |

| Lubiana 8 marzo 1966, ore 20:30 | Canada | 3 – 5 (2-0; 1-0; 3-0) | Germania Est | Hala Tivoli |

| Lubiana 9 marzo 1966, ore 13:30 | Stati Uniti | 1 – 4 (0-0; 1-3; 0-1) | Finlandia | Hala Tivoli |

| Lubiana 9 marzo 1966, ore 17:00 | Polonia | 0 – 4 (0-2; 0-0; 0-2) | Germania Est | Hala Tivoli |

| Lubiana 10 marzo 1966, ore 13:30 | Canada | 1 – 2 (0-1; 0-0; 1-1) | Cecoslovacchia | Hala Tivoli |

| Lubiana 10 marzo 1966, ore 17:00 | Unione Sovietica | 3 – 3 (0-0; 2-2; 1-1) | Svezia | Hala Tivoli |

| Lubiana 11 marzo 1966, ore 10:00 | Finlandia | 6 – 3 (1-0; 3-1; 2-2) | Polonia | Hala Tivoli |

| Lubiana 11 marzo 1966, ore 13:30 | Germania Est | 0 – 4 (0-2; 0-0; 0-2) | Stati Uniti | Hala Tivoli |

| Lubiana 11 marzo 1966, ore 17:00 | Cecoslovacchia | 2 – 1 (0-1; 1-0; 1-0) | Svezia | Hala Tivoli |

| Lubiana 11 marzo 1966, ore 20:30 | Unione Sovietica | 1 – 3 (1-0; 0-0; 2-0) | Canada | Hala Tivoli |

| Lubiana 12 marzo 1966, ore 17:00 | Polonia | 4 – 6 (0-2; 1-3; 3-1) | Stati Uniti | Hala Tivoli |

| Lubiana 12 marzo 1966, ore 20:30 | Germania Est | 4 – 3 (2-3; 1-0; 1-0) | Finlandia | Hala Tivoli |

| Lubiana 13 marzo 1966, ore 11:00 | Canada | 4 – 2 (0-1; 3-0; 1-1) | Svezia | Hala Tivoli |

| Lubiana 13 marzo 1966, ore 16:00 | Cecoslovacchia | 1 – 7 (0-4; 1-2; 0-1) | Unione Sovietica | Hala Tivoli |

| Pos. |                  | PG | V | N | P | GF | GS | DR  | Pt |
| 1.   | Unione Sovietica | 7  | 6 | 1 | 0 | 55 | 7  | +48 | 13 |
| 2.   | Cecoslovacchia   | 7  | 6 | 0 | 1 | 32 | 15 | +17 | 12 |
| 3.   | Canada           | 7  | 5 | 0 | 2 | 33 | 10 | +23 | 10 |
| 4.   | Svezia           | 7  | 3 | 1 | 3 | 26 | 17 | +9  | 7  |
| 5.   | Germania Est     | 7  | 3 | 0 | 4 | 12 | 30 | -18 | 6  |
| 6.   | Stati Uniti      | 7  | 2 | 0 | 5 | 18 | 39 | -21 | 4  |
| 7.   | Finlandia        | 7  | 2 | 0 | 5 | 18 | 43 | -25 | 4  |
| 8.   | Polonia          | 7  | 0 | 0 | 7 | 11 | 44 | -33 | 0  |

### Graduatoria finale
| Pos | Squadra          |
| --- | ---------------- |
|     | Unione Sovietica |
|     | Cecoslovacchia   |
|     | Canada           |
| 4   | Svezia           |
| 5   | Germania Est     |
| 6   | Stati Uniti      |
| 7   | Finlandia        |
| 8   | Polonia          |

| Promossa nel Gruppo A:   | Germania Ovest |
| Retrocessa nel Gruppo B: | Polonia        |

| Campione del mondo di hockey su ghiaccio 1966 |
| Unione Sovietica 6º titolo                    |

| Pos | Squadra          | Formazione |
| --- | ---------------- | --- |
|     | Unione Sovietica | Viktor Konovalenko, Viktor Zinger, Aleksandr Ragulin, Viktor Kuz'kin, Vladimir Brežnev, Vitalij Davydov, Oleg Zajcev, Konstantin Loktev, Aleksandr Al'metov, Veniamin Aleksandrov, Viktor Jakušev, Vjačeslav Staršinov, Boris Majorov, Vladimir Vikulov, Viktor Polupanov, Anatolij Firsov, Anatolij Ionov |
|     | Cecoslovacchia   | Vladimír Dzurilla, Jiří Holeček, Rudolf Potsch, František Tikal, Jan Suchý, Ladislav Šmíd, Jaromír Meixner, Stanislav Prýl, Václav Nedomanský, Josef Černý, František Ševčík, Jozef Golonka, Jaroslav Jiřík, Jan Klapáč, Jaroslav Holík, Jiří Holík, Milan Kokš                                            |
|     | Canada           | Seth Martin, Ken Broderick, Gary Begg, Terry O'Malley, Barry McKenzie, Paul Conlin, Lorne Davis, Harvey Schmidt, Jack McLeod, Fran Huck, Morris Mott, Bill MacMillan, Marshall Johnston, George Faulkner, Ray Cadieux, Roger Bourbonnais, Rick McCann                                                      |

### Riconoscimenti
Riconoscimenti individuali
| Premio             | Giocatore         |
| ------------------ | ----------------- |
| Miglior portiere   | Seth Martin       |
| Miglior difensore  | Aleksandr Ragulin |
| Miglior attaccante | Konstantin Loktev |

All-Star Team
| Attacco:  | Venjamin Aleksandrov - Fran Huck - Konstantin Loktev |
| Difesa:   | Aleksandr Ragulin - Gary Begg                        |
| Portiere: | Seth Martin                                          |

### Campionato europeo

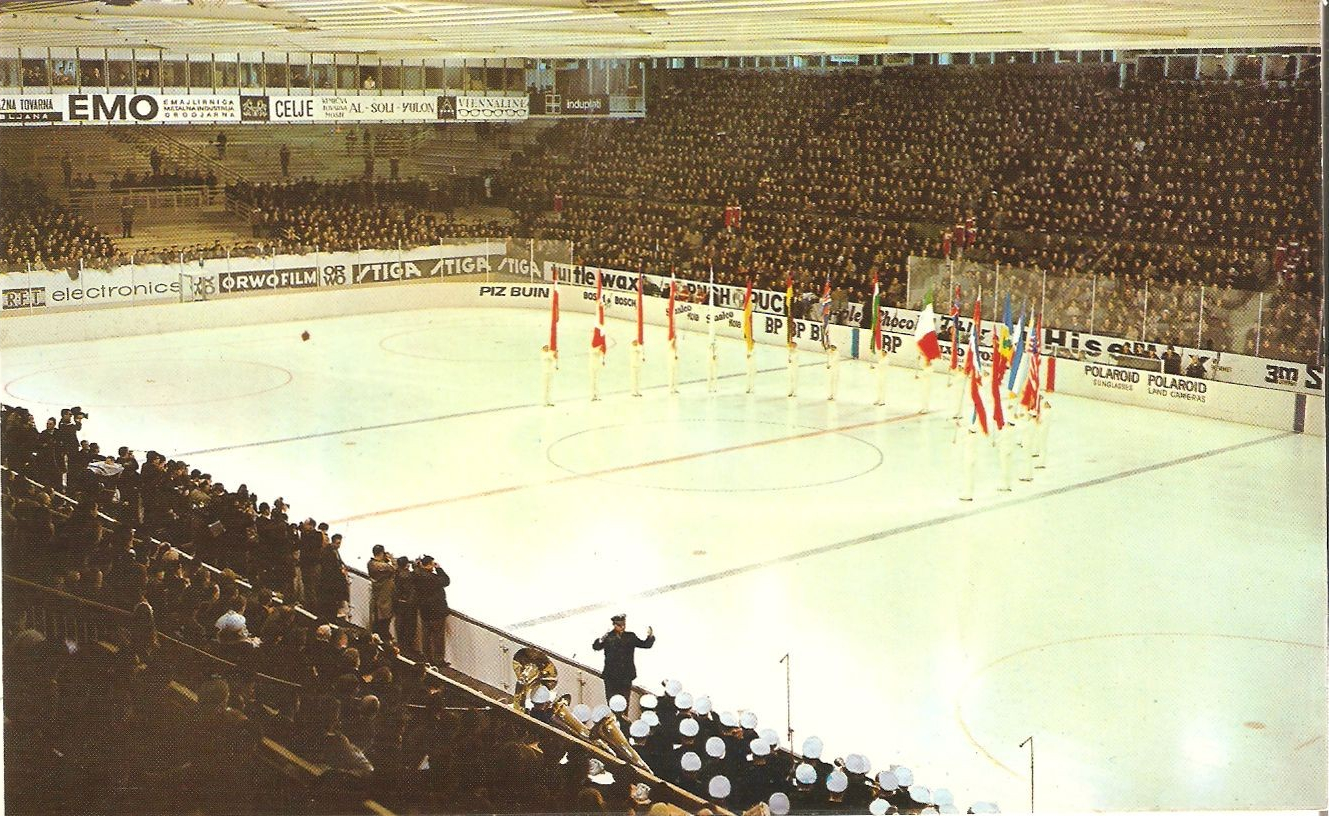
Vista interna dell'Hala Tivoli di Lubiana.

Il torneo fu valido anche per il 44º campionato europeo. Per la prima volta il titolo continentale fu assegnato secondo una classifica che teneva conto solo degli scontri tra le squadre europee nel campionato mondiale; la vittoria andò per la decima volta all'Unione Sovietica, vincitrice del titolo mondiale.
| Pos | Squadra          |
| --- | ---------------- |
|     | Unione Sovietica |
|     | Cecoslovacchia   |
|     | Germania Est     |
| 4   | Svezia           |
| 5   | Finlandia        |
| 6   | Polonia          |

## Campionato mondiale Gruppo B
| Zagabria 3 marzo 1966 | Norvegia | 12 – 2 (3-1; 3-1; 6-0) | Regno Unito |  |

| Zagabria 3 marzo 1966 | Svizzera | 3 – 4 (1-0; 2-3; 0-1) | Romania |  |

| Zagabria 3 marzo 1966 | Germania Ovest | 6 – 3 (1-1; 2-1; 3-1) | Austria |  |

| Zagabria 3 marzo 1966 | Jugoslavia | 6 – 4 (1-2; 3-0; 2-2) | Ungheria |  |

| Zagabria 4 marzo 1966 | Germania Ovest | 4 – 1 (0-1; 2-0; 2-0) | Romania |  |

| Zagabria 4 marzo 1966 | Svizzera | 6 – 3 (0-3; 1-0; 5-0) | Regno Unito |  |

| Zagabria 4 marzo 1966 | Ungheria | 2 – 7 (0-0; 1-4; 1-3) | Austria |  |

| Zagabria 4 marzo 1966 | Jugoslavia | 2 – 1 (0-0; 1-0; 1-1) | Norvegia |  |

| Zagabria 6 marzo 1966 | Norvegia | 0 – 4 (0-1; 0-1; 0-2) | Romania |  |

| Zagabria 6 marzo 1966 | Ungheria | 8 – 1 (3-0; 2-0; 3-1) | Regno Unito |  |

| Zagabria 6 marzo 1966 | Austria | 7 – 6 (1-3; 3-0; 3-3) | Svizzera |  |

| Zagabria 6 marzo 1966 | Jugoslavia | 2 – 6 (2-2; 0-0; 0-4) | Germania Ovest |  |

| Zagabria 7 marzo 1966 | Austria | 3 – 4 (2-0; 1-0; 0-4) | Norvegia |  |

| Zagabria 7 marzo 1966 | Ungheria | 2 – 4 (1-2; 0-2; 1-0) | Romania |  |

| Zagabria 7 marzo 1966 | Germania Ovest | 10 – 4 (1-0; 6-2; 3-2) | Regno Unito |  |

| Jesenice 7 marzo 1966 | Austria | 3 – 5 (2-1; 0-0; 1-4) | Ungheria |  |

| Zagabria 9 marzo 1966 | Austria | 1 – 7 (0-2; 0-2; 1-3) | Romania |  |

| Zagabria 9 marzo 1966 | Svizzera | 0 – 4 (0-0; 0-0; 0-4) | Germania Ovest |  |

| Zagabria 9 marzo 1966 | Ungheria | 2 – 5 (2-0; 0-1; 0-4) | Norvegia |  |

| Zagabria 9 marzo 1966 | Jugoslavia | 3 – 3 (3-2; 0-1; 0-0) | Regno Unito |  |

| Zagabria 10 marzo 1966 | Norvegia | 4 – 1 (2-0; 1-1; 1-0) | Svizzera |  |

| Zagabria 10 marzo 1966 | Ungheria | 0 – 1 (0-0; 0-0; 0-1) | Germania Ovest |  |

| Zagabria 11 marzo 1966 | Austria | 2 – 1 (2-1; 0-0; 0-0) | Regno Unito |  |

| Zagabria 11 marzo 1966 | Jugoslavia | 5 – 5 (1-2; 2-3; 2-0) | Romania |  |

| Zagabria 12 marzo 1966 | Germania Ovest | 3 – 2 (0-1; 1-1; 2-0) | Norvegia |  |

| Zagabria 12 marzo 1966 | Ungheria | 1 – 6 (1-3; 0-2; 0-1) | Svizzera |  |

| Zagabria 12 marzo 1966 | Regno Unito | 1 – 4 (1-1; 0-3; 0-0) | Romania |  |

| Zagabria 12 marzo 1966 | Jugoslavia | 4 – 2 (1-0; 2-1; 1-1) | Austria |  |

| Pos. |                | PG | V | N | P | GF | GS | DR  | Pt |
| 1.   | Germania Ovest | 7  | 7 | 0 | 0 | 34 | 12 | +22 | 14 |
| 2.   | Romania        | 7  | 5 | 1 | 1 | 29 | 16 | +16 | 11 |
| 3.   | Jugoslavia     | 7  | 4 | 2 | 1 | 25 | 23 | +2  | 10 |
| 4.   | Norvegia       | 7  | 4 | 0 | 3 | 28 | 17 | +11 | 8  |
| 5.   | Austria        | 7  | 3 | 0 | 4 | 25 | 30 | -5  | 6  |
| 6.   | Svizzera       | 7  | 2 | 0 | 5 | 24 | 26 | -2  | 4  |
| 7.   | Ungheria       | 7  | 1 | 0 | 6 | 19 | 30 | -11 | 2  |
| 8.   | Regno Unito    | 7  | 0 | 1 | 6 | 15 | 45 | -30 | 1  |

| Promossa nel Gruppo A:   | Germania Ovest |
| Retrocessa nel Gruppo C: | Regno Unito    |

## Campionato mondiale Gruppo C
| Jesenice 3 marzo 1966 | Danimarca | 9 – 0 (1-0; 3-0; 5-0) | Sudafrica |  |

| Jesenice 4 marzo 1966 | Italia | 17 – 0 (5-0; 8-0; 4-0) | Sudafrica |  |

| Jesenice 6 marzo 1966 | Italia | 3 – 2 (0-1; 1-1; 2-0) | Sudafrica |  |

| Jesenice 7 marzo 1966 | Italia | 18 – 2 (7-1; 6-1; 5-0) | Danimarca |  |

| Jesenice 8 marzo 1966 | Italia | 7 – 1 (3-1; 3-0; 1-0) | Danimarca |  |

| Jesenice 11 marzo 1966 | Danimarca | 6 – 2 (1-1; 0-1; 5-0) | Sudafrica |  |

| Pos. |           | PG       | V        | N        | P        | GF       | GS       | DR       | Pt       |
| 1.   | Italia    | 4        | 4        | 0        | 0        | 54       | 8        | +46      | 8        |
| 2.   | Danimarca | 4        | 2        | 0        | 2        | 21       | 21       | 0        | 4        |
| 3.   | Sudafrica | 4        | 0        | 0        | 4        | 4        | 50       | -46      | 0        |
| 4.   | Francia   | Ritirata | Ritirata | Ritirata | Ritirata | Ritirata | Ritirata | Ritirata | Ritirata |

| Promossa nel Gruppo B:   | Italia      |
| Retrocessa dal Gruppo B: | Regno Unito |